# Sarah Sheppard

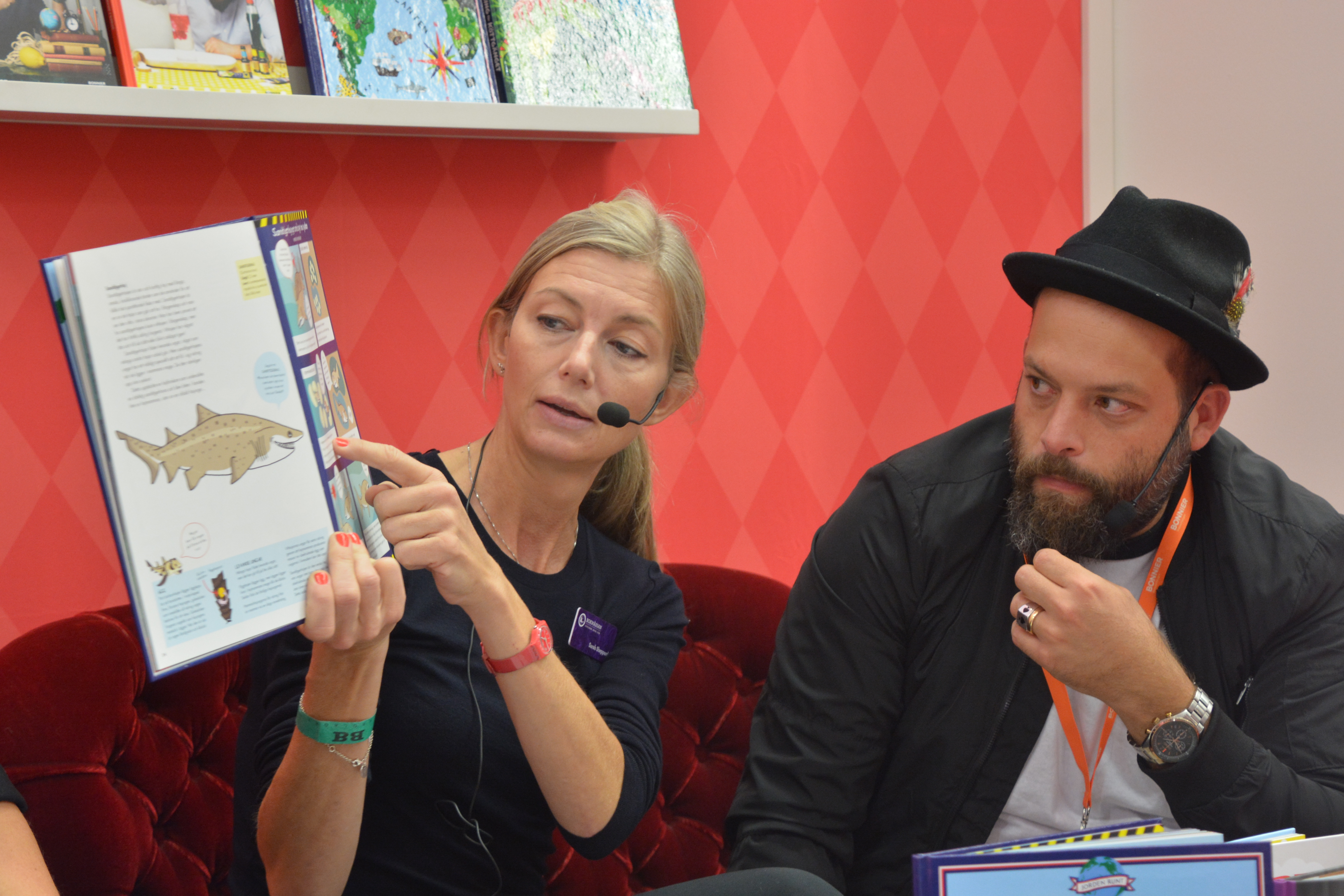
Sarah Sheppard tillsammans med Beppe Singer på Bokmässan i Göteborg 2016

Sarah Anne Sheppard, född 29 juli 1971, är en svensk författare, illustratör och grafisk formgivare.
Sarah Sheppard har en amerikansk far och är uppvuxen i Sollentuna och i Atlanta i USA. Efter en universitetskurs i paleontologi blev hon intresserad av dinosaurier och skrev faktaboken Det var en gång... Massor av dinosaurier. Boken nominerades till Augustpriset för bästa barn- och ungdomsbok 2008. År 2014 tilldelades hon Carl von Linné-plaketten för sin faktabok Viktiga kartor: för äventyrare och dagdrömmare, samt för sin samlade produktion.